# Вэлвит Скай
Джейми Линн Шантыр (англ. Jamie Lynn Szantyr, род. 2 июня 1981, Нью-Бритен, Коннектикут, США) — американский профессиональный рестлер, известная по выступлениям в Total Nonstop Action Wrestling (TNA) под именем Вэлвит Скай (англ. Velvet Sky). 
Вэлвит Скай — бывшая двукратная чемпионка нокаутов TNA и бывшая чемпионка нокаутов TNA в парных боях (в составе группировки Beautiful People вместе с Мэдисон Рэйн и Лэйси Вон Эрих). Она также выступала в других промоушенах под именами Талия Мэдисон и Мисс Талия.

## Карьера в рестлинге

### World Wrestling Entertainment
С 2005 по 2006 год Шантыр приняла участие в нескольких шоу World Wrestling Entertainment. 24 февраля 2005 года она появилась в SmackDown! во время «Празднования Совершенства» JBL. 11 июля она потерпела поражение от Виктории. Она также участвовала в пробах на шоу Поиск Див 2007 году, однако не смогла пробиться в финальную восьмёрку.

### Total Nonstop Action Wrestling

#### Дебют (2007)
В 2007 году федерация рестлинга Total Nonstop Action Wrestling (TNA) объявила о создании женского дивизиона и было объявлено, что на шоу Bound for Glory пройдёт матч, в котором будет участвовать 10 девушек-рестлеров и в котором будет определён первый женский чемпион нокаутов TNA. Одной из участниц этого матча была названа Шантыр, которая должна была выйти на ринг под именем Талия Мэдисон. Через несколько недель, после Bound for Glory она изменила своё сценическое имя на Вэлвит Скай.

#### Возвращение в независимые промоушены (2011—2012)
18 июня 2011 года Скай дебютировала в мексиканском промоушене Asistencia Asesoría y Administración (AAA) на шоу Triplemanía XIX, где она в команде с Анджелиной Лав, Микки Джеймс и Секси Стар победила Синтию Морено, Фэйби Апач, Лолиту и Мари Апач. 8 сентября AAA объявила, что 9 октября Скай примет участие в шоу Héroes Inmortales. На pay-per-view Скай в команде с Дженнифер Блэйк и Секси Стар победила Синтию Морено, Фэйби Апач и Мари Апач в матче «Glow in the Dark».
С 30 июня по 2 июля 2012 года Скай выступала в федерации рестлинга World Wrestling Council (WWC) в Пуэрто-Рико. В первых двух днях она дважды проиграла Мелине в одиночных поединках, а в последний день она вместе с Экиси Сэвант победила Мелину и Дэйви Ричардса в смешанном командном бою.
8 сентября она дебютировала в Bad Boys of Wrestling Federation (BBWF), приняв участие в Caribbean Wrestling Bash Aruba The Legend Tour и победив Анджелину Лав Но на следующий день в матче-реванше она не сумела повторить вчерашний успех и проиграла Лав.
22 сентября 2012 года она вместе с Анджелиной Лав вновь объединилась в команду Beautiful People и девушки приняли участие в Northeast Wrestling, где они одержали победу над Мэдисон Рэйн и Розитой. 4 октября Скай выступила в Family Wrestling Entertainment (FWE) на интернет pay-per-view шоу Back 2 Brooklyn, где она вместе с Анджелиной Лав победила женского чемпиона FWE Марию Канеллис и Катрину Ли. 27 октября она приняла участие в шоу промоушена Maryland Championship Wrestling (MCW) Monster Mash, где в командном бою вместе с Лав одержала победу над Джесси Кэй и Нией.

#### Возвращение в TNA (2012—2016)
6 декабря 2012 года во время шоу Impact Wrestlng Вэлвит Скай вернулась в TNA, приняв участие в перепалке между Микки Джеймс и чемпионкой нокаутов TNA Тарой и заявила, что планирует побороться за чемпионский титул. На следующей неделе Скай одержала победу в своём первом после возвращения матче, победив Мэдисон Рэйн. 13 января 2012 года на шоу Genesis Скай одержала победу в матче на выбывание, удержав последней Гейл Ким и стала претенденткой № 1 на бой за чемпионский титул. На следующем выпуске Impact Wrestling Скай опять победила Ким в матче-реванше, сохранив за собой претендентство на титул. На следующей неделе Скай провела поединок с Тарой за чемпионский титул, однако проиграла из-за вмешательства её друга Джесси. 25 января Скай вместе с Джеймсом Штормом победила в смешанном командном бою Тару и Джесси. На следующем выпуске Impact Wrestling, проходившем в Лондоне, Вэлвит Скай одержала победу над Тарой, Мисс Тессмахер и Гейл Ким в фатальном четырёхстороннем матче на выбывание. В конце боя она удержала Гейл Ким и во второй раз в своей карьере завоевала титул чемпионки нокаутов TNA. 28 февраля на Impact Wrestling успешно защитила титул против Тары, а 10 марта на шоу Lockdown защитила титул в поединке против Гейл Ким.

## Личная жизнь
У Шантыр польские корни. В старшей школе Шантыр занималась чирлидингом, играла в софтбол и занималась лёгкой атлетикой. В настоящее время встречается с рестлером Марком Ломонако.

## Другие проекты
Шантыр принимала участие в программе MTV Made вместе с Эй Джей Стайлзом, Тэйлор Уалйд и Анджелиной Лав. 24 января 2009 года она снялась в программе Soccer AM вместе с Анджелиной Лав. В ноябре 2010 года она стала участницей передачи Family Feud, где она в команде с Анджелиной Лав, Кристи Хемме, Лэйси Вон Эрих и Тарой противостояла Джею Леталу, Мэтту Моргану, Мику Фоли, Мистеру Андерсону и Робу Ван Даму. В июне 2012 года она снялась в клипе группы Montgomery Gentry на песню «So Called Life».

## В рестлинге
- Завершающие приёмы
  - Как Вэлвит Скай
    - Beauty Mark[3][29][30] — 2009
    - Beauty-T[30] (Spike DDT)[3][31][32] — 2010—2012
    - In Yo' Face[33][34][35] (Sitout double underhook facebuster)[36] — 2011-present
    - Skyliner[3] (Straight jacket sitout rear mat slam)[37] — 2009—2011

  - Как Талия / Талия Мэдисон
    - Blonde Ambition[38] / Diva Drop[3][39]
    - Re-Talia-tion[3] (Straight jacket sitout rear mat slam)[39]
- Коронные приёмы
  - Dragon sleeper[33][40]
  - Дропкик[17][41]
  - Facebreaker knee smash[17]
  - Inverted curb stomp[40]
  - Northern Lights suplex[3][38]
  - Octopus stretch[30][42]
  - Однорукий бульдог (англ. One-handed bulldog)[17][41][43]
  - Обратный бульдог (англ. Reverse bulldog)[3][38]
  - Rolling cutter[43][44]
  - Roll-up[33][43][45]
  - Russian legsweep[30][44][46]
  - Плечевой блок (англ. Shoulder block)[43][44]
  - Snapmare[17][30][44][47]
  - Tilt-a-whir[43][44][48][49]
  - Triangle choke[30][38]
  - Вертикальный суплекс[43][44]
- Музыкальные темы
  - «I’m About to Freak» от Дэйва Оливера (TNA; 15 октября 2007-6 декабря 2007)[50]
  - «Angel On My Shoulder» от Дэйва Оливера (TNA; 13 марта 2008-наст. время)[51]

## Титулы и достижения
- Defiant Pro Wrestling
  - DPW Women’s Championship (1 раз)[52]
- Georgia Wrestling Alliance
  - GWA Ladies Championship (1 раз)[53]
- Pro Wrestling Illustrated
  - PWI ставит её под № 14 среди 50 лучших женщин-рестлеров в 2012 году[54]
- TNT Pro Wrestling
  - Чемпион TNT среди женщин (1 раз)[3][55]
- Total Nonstop Action Wrestling
  - Чемпионка нокаутов TNA в парных боях (1 раз) — с Лэйси Вон Эрих и Мэдисон Рэйн[56]
  - Чемпионка нокаутов TNA (2 раза)[57]
- Universal Wrestling Association
  - UWA Women’s Tag Team Championship (1 раз) — c Ариэль[58]
- Women's Extreme Wrestling
  - WEW World Championship (1 раз)[59]
  - WEW World Tag Team Championship (2 раза) — с Эйприл Хантер (1) и Тиффани Мэдисон (1)[60]
- World Xtreme Wrestling
  - WXW Women’s Championship (1 раз)[3][61]